# Chentkaus II.
| xnt · t | kA · kA · kA | s |

| xnt · t | kA · kA · kA | s |

Chentkaus II. byla egyptská královna z 5. dynastie. Byla manželkou krále Neferirkarea, se kterým měla dva syny, budoucí krále Raneferefa a Niuserrea.

## Život
Chentkaus II. byla manželkou Neferirkarea. Stavba jejího pyramidového komplexu byla zahájena za vlády jejího manžela a možná zastavena po jeho smrti a později znovu obnovena za vlády jejího syna.

## Hrobka

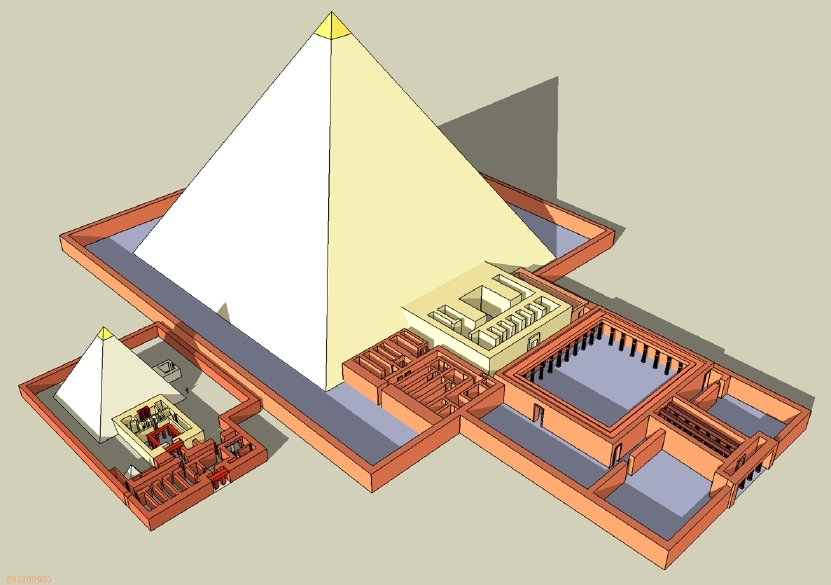
Pyramidový komplex Neferirkarea a menší komplex jeho manželky Chentkaus II.

Chentkaus II. měla pyramidový komplex v Abúsíru vedle pyramidového komplexu svého manžela Neferirkarea. Pyramida byla vykopána roku 1906 Ludwigem Borchardtem. O 70 let později provedl Český egyptologický ústav důkladné vykopávky. Stavba pyramidy byla pravděpodobně zahájena za vlády jejího manžela Neferirkarea a dokončena za vlády jejího syna Niuserrea. Během prvního přechodného období byla pyramida vykradena. Během střední říše byla pyramida znovu otevřena a sarkofág byl znovu použit, tentokrát k pohřbu malého dítěte. Na konci nové říše bylo místo zbořeno a kamenné bloky použity jinde.
Zádušní chrám Chentkaus II. byl vyzdoben, ale reliéfy byly poškozeny. Na fragmentech těchto scén byly například vyobrazeny obětiny jídla, zemědělské scény a také rodina krále Niuserrea pozdravující jeho matku.